# Liste der Baudenkmäler in Kalterherberg
Die Liste der Baudenkmäler in Kalterherberg enthält die denkmalgeschützten Bauwerke auf dem Gebiet von Monschau-Kalterherberg in Nordrhein-Westfalen. Diese Baudenkmäler sind in der Denkmalliste der Stadt Monschau eingetragen; Grundlage für die Aufnahme ist das Denkmalschutzgesetz Nordrhein-Westfalen (DSchG NRW).

Zu Kalterherberg zählen auch die Baudenkmäler der Exklave Ruitzhof
| Bild                                 | Bezeichnung                          | Lage                                      | Beschreibung               | Bauzeit | Eingetragen seit | Denkmal- nummer |
| ------------------------------------ | ------------------------------------ | ----------------------------------------- | -------------------------- | ------- | ---------------- | --------------- |
| Gebäude                              | Gebäude                              | Kalterherberg Alte Straße 3 Karte         |                            |         |                  | 371             |
| Gebäude                              | Gebäude                              | Kalterherberg Am Kasino 1 Karte           |                            |         |                  | 271             |
| Gebäude                              | Gebäude                              | Kalterherberg Am Lehmpol 5 Karte          |                            |         |                  | 304             |
| Gebäude                              | Gebäude                              | Kalterherberg Auf der Höhe 2 Karte        |                            |         |                  | 307             |
| Wohnhaus undWindschutzhecke          | Wohnhaus und Windschutzhecke         | Kalterherberg Elsenborner Straße 5 Karte  |                            |         |                  | 291             |
| Wohnhaus undWindschutzhecke          | Wohnhaus und Windschutzhecke         | Kalterherberg Elsenborner Straße 9 Karte  |                            |         |                  | 320             |
| Gebäude                              | Gebäude                              | Kalterherberg Elsenborner Straße 13 Karte |                            |         |                  | 32              |
| Gebäude                              | Gebäude                              | Kalterherberg Elsenborner Straße 30 Karte |                            |         |                  | 383             |
| Gebäude                              | Gebäude                              | Kalterherberg Elsenborner Straße 35 Karte |                            |         |                  | 387             |
| Gebäude                              | Gebäude                              | Kalterherberg Elsenborner Straße 44 Karte |                            |         |                  | 354             |
| Gebäude                              | Gebäude                              | Kalterherberg Elsenborner Straße 46 Karte |                            |         |                  | 33              |
| Gebäude                              | Gebäude                              | Kalterherberg Elsenborner Straße 58 Karte |                            |         |                  | 292             |
| Gebäude                              | Gebäude                              | Kalterherberg Elsenborner Straße 71 Karte |                            |         |                  | 78              |
| Gebäude                              | Gebäude                              | Kalterherberg Elsenborner Straße 72 Karte |                            |         |                  | 375             |
| Heiligenhäuschen                     | Heiligenhäuschen                     | Kalterherberg Engelgasse vor Nr. 1 Karte  |                            |         |                  | 381             |
| Gebäude                              | Gebäude                              | Kalterherberg Görgesstraße 9 Karte        |                            |         |                  | 308             |
| weitere Bilder                       | Klosteranlage                        | Kalterherberg Gut Reichenstein Karte      |                            |         |                  | 31              |
| Gebäude                              | Gebäude                              | Kalterherberg Kleinfrankreich 11 a Karte  |                            |         |                  | 44              |
| Pfarrkirche St. Lambertus „Eifeldom“ | Pfarrkirche St. Lambertus „Eifeldom“ | Kalterherberg Malmedyer Straße 1 Karte    |                            |         |                  | 379             |
| Gebäude und Höhenmarke               | Gebäude und Höhenmarke               | Kalterherberg Malmedyer Straße 9 Karte    | Höhenmarke nicht einsehbar |         |                  | 309             |
| Gebäude                              | Gebäude                              | Kalterherberg Malmedyer Straße 57 Karte   |                            |         |                  | 368             |
| Gebäude                              | Gebäude                              | Kalterherberg Messeweg 1 Karte            |                            |         |                  | 373             |
| Gebäude                              | Gebäude                              | Kalterherberg Messeweg 4 Karte            |                            |         |                  | 372             |
| Gebäude                              | Gebäude                              | Kalterherberg Messeweg 58 Karte           |                            |         |                  | 355             |
| Gebäude                              | Gebäude                              | Kalterherberg Messeweg 64 Karte           |                            |         |                  | 79              |
| Gebäude                              | Gebäude                              | Kalterherberg Messeweg 81 Karte           |                            |         |                  | 335             |
| Norbertuskapelle                     | Norbertuskapelle                     | Kalterherberg Reichensteiner Straße Karte |                            | 1926    |                  | 380             |
| Gebäude                              | Gebäude                              | Kalterherberg-Ruitzhof Ruitzhof 29 Karte  |                            |         |                  |                 |
| Gebäude                              | Gebäude                              | Kalterherberg-Ruitzhof Ruitzhof 32 Karte  |                            |         |                  |                 |